# Cardiocraniinae
Sous-famille
La sous-famille des Cardiocraniinae a été créée par le zoologiste russe Boris Stepanovich Vinogradov (1891-1958) en 1925. Ces rongeurs sauteurs sont des mammifères rongeurs de petite taille (inférieure à 20 cm).

## Liste des genres et sous-genres
Selon Mammal Species of the World (version 3, 2005)  (29 mai 2016) :
- genre Cardiocranius - la Gerboise naine à cinq doigts
- genre Salpingotulus - une gerboise naine à trois doigts, l'espèce Salpingotulus michaelis
- genre Salpingotus - les autres gerboises naines à trois doigts
  - sous-genre Salpingotus (Prosalpingotus)
  - sous-genre Salpingotus (Salpingotus)

Selon ITIS (29 mai 2016) :
- genre Cardiocranius Satunin, 1903
- genre Salpingotulus Pavlinov, 1980
- genre Salpingotus Vinogradov, 1922  - les gerboises naines à trois doigts